# Fransfontein
Fransfontein es un pequeño asentamiento de la Kunene, en Namibia. este es el pueblo natal de la vice primer ministro de Namibia Libertina Amathila.